# Gerhard Stapelfeldt
Gerhard Stapelfeldt (* 26. Oktober 1947 in Hamburg) ist ein deutscher Soziologe. Er war Professor am Institut für Soziologie der Universität Hamburg.

## Biographie und Werk
Stapelfeldt studierte in Hamburg Architektur (Dipl.-Ing.), Soziologie, Philosophie, Politikwissenschaft und Psychologie. Er promovierte 1978 über Das Problem des Anfangs in der Kritik der politischen Ökonomie von Karl Marx. Die Habilitation erfolgte 1997 über die Kritik der ökonomischen Rationalität, Bände I und II. Von 1979 bis 2009 lehrte er am Institut für Soziologie der Universität Hamburg.
Der Schwerpunkt seiner Forschung und Lehre ist die Kritik der politischen Ökonomie im Anschluss an Karl Marx und die kritische Theorie der Gesellschaft im Anschluss an Max Horkheimer, Theodor W. Adorno und Herbert Marcuse. Seine Schriften sind zudem geprägt von der Philosophie Georg Wilhelm Friedrich Hegels und der Psychoanalyse Sigmund Freuds.
Sein umfangreiches Werk umfasst Schriften zur Philosophie und Soziologie, vor allem aber Abhandlungen zur Entstehung und Entwicklung der Politischen Ökonomie des Kapitalismus in seinen Stadien: Merkantilismus, Liberalismus, Imperialismus, Staatsinterventionismus, Neoliberalismus. Die Darstellung verbindet eine theoriegeschichtliche und gesellschaftsgeschichtliche Aufklärung der politisch-ökonomischen Strukturen.
Sein vierbändiges Hauptwerk zur Kritik der ökonomischen Rationalität ist eine Darstellung der Entstehung sowie der logischen, institutionellen und empirischen Struktur des staatsinterventionistischen und des neoliberalen Kapitalismus. Es umfasst einen allgemeinen, an der Dialektik der Aufklärung orientierten geschichtsphilosophischen Teil sowie Untersuchungen der Politik-Ökonomie der Bundesrepublik Deutschland, der Europäischen Union und der Weltökonomie.
Das gesellschaftliche Interesse Stapelfeldts ist die aufklärende Bildung in der Absicht weltverändernder Praxis. Dieses Interesse geht vor allem zurück auf die Erfahrung der Verdrängung der nationalsozialistischen Verbrechen in Westdeutschland einerseits, auf die Erfahrung des „ökonomischen Völkermords“ in Lateinamerika andererseits.
Diesem Interesse folgend kritisiert Stapelfeldt die Kritische Theorie Horkheimers, Adornos und Marcuses, weil sie noch als Kritik des Marxismus der Zweiten Internationale dessen Aporien erlegen sei. Durch diese Kritik bewahrt Stapelfeldt den Erfahrungsgehalt der Dialektik der Aufklärung, die Aufklärung der „Barbarei“, indem er die Kritische Theorie auf ihren Ursprung als Kritik der Politischen Ökonomie zurückführt. Die Marxsche Kritik wird durch diese Denkbewegung nicht philologisch rekonstruiert, sondern zu einer Kritik der irrational-rationalen kapitalistischen Politik-Ökonomie in den beiden Formen des staatsinterventionistisch-rationalistischen und des neoliberal-irrationalen Kapitalismus entwickelt.

## Werke
Schriften zur Philosophie
- Bildung – Von der Utopie zur neoliberalen Wissensgesellschaft, Kovač, Hamburg 2015, ISBN 978-3-8300-8378-8. Das Buch ist hervorgegangen aus der 2003 im Lit-Verlag, Münster, publizierten Arbeit: Geist und Geld
- Der Aufbruch des konformistischen Geistes. Thesen zur Kritik der neoliberalen Universität, Kovač, Hamburg 2007, ISBN 978-3-8300-2898-7. Zweite, überarbeitete, aktualisierte und erweiterte Auflage, Hamburg 2011, ISBN 978-3-8300-6119-9
- Mythos und Logos. Antike Philosophie von Homer bis Sokrates, Kovač, Hamburg 2007, ISBN 978-3-8300-3250-2
- Aufstieg und Fall des Individuums. Kritik der bürgerlichen Anthropologie, Ça Ira, Freiburg 2014, ISBN 978-3-86259-117-6
- Der Geist des Widerspruchs. Studien zur Dialektik. Erster Band, Verlag ça ira, Freiburg 2012, ISBN 978-3-86259-113-8
- Der Geist des Widerspruchs. Studien zur Dialektik. Zweiter Band, Freiburg 2013, ISBN 978-3-86259-114-5
- Der Geist des Widerspruchs. Studien zur Dialektik. Dritter Band, in zwei Teilbänden, Freiburg 2021, ISBN 978-3-86259-115-2.

Schriften zur Geschichte und Kritik der Politischen Ökonomie
- Der Merkantilismus. Die Genese der Weltgesellschaft vom 16. bis zum 18. Jahrhundert, Ça Ira: Freiburg 2001
- Der Liberalismus. Die Gesellschaftstheorien von Smith, Ricardo, Marx, Ça Ira, Freiburg 2006
- Das Problem des Anfangs in der Kritik der politischen Ökonomie, Campus, Frankfurt am Main / New York 1979
- Das Problem des Anfangs in der Kritik der Politischen Ökonomie von Karl Marx. Zum Verhältnis von Arbeitsbegriff und Dialektik, 2. erw. Auflage (hrsg. von Bastian Bredtmann und Hanno Plass), Kovač, Hamburg 2009, ISBN 978-3-8300-3963-1
- Der Imperialismus – Krise und Krieg 1870/73 bis 1918/29, Erster Band: Politische Ökonomie, Kovač, Hamburg 2008, ISBN 978-3-8300-3654-8
- Der Imperialismus – Krise und Krieg 1870/73 bis 1918/29, Zweiter Band: Anthropologie und Rationalität, Kovač, Hamburg 2008, ISBN 978-3-8300-3655-5
- 1923. Lenin, Luxemburg, Korsch, Lukács, Bloch, Edition Kritik, Hamburg 2024, ISBN 978-3-00-076990-0

Schriften zur Kritik der ökonomischen Rationalität
- Dialektik der ökonomischen Rationalisierung. Kritik der ökonomischen Rationalität. Erster Band. Dritte, überarbeitete, aktualisierte und erweiterte Auflage. Kovač, Hamburg 2014, ISBN 978-3-8300-7735-0. Das Buch erschien 1998 und 2004 unter dem Titel 'Geschichte der ökonomischen Rationalisierung' im Lit-Verlag, Münster und Hamburg
- Wirtschaft und Gesellschaft der Bundesrepublik Deutschland. Kritik der ökonomischen Rationalität. Zweiter Band, Lit, Münster 1998
- Europäische Union: Integration und Desintegration. Kritik der ökonomischen Rationalität. Dritter Band, Lit, Münster 1998
- Kapitalistische Weltökonomie. Vom Staatsinterventionismus zum Neoliberalismus. Kritik der ökonomischen Rationalität. Vierter Band, erstes Buch. Kovač, Hamburg 2009, ISBN 978-3-8300-4444-4.
- Kapitalistische Weltökonomie. Vom Staatsinterventionismus zum Neoliberalismus. Kritik der ökonomischen Rationalität. Vierter Band, zweites Buch. Kovač, Hamburg 2009, ISBN 978-3-8300-4774-2.
- Neoliberalismus – Autoritarismus – Strukturelle Gewalt. Aufsätze und Vorträge zur Kritik der ökonomischen Rationalität. Kovač, Hamburg 2010, ISBN 978-3-8300-5479-5.
- Neoliberaler Irrationalismus. Aufsätze und Vorträge zur Kritik der ökonomischen Rationalität (II). Kovač, Hamburg 2012, ISBN 978-3-8300-6845-7.

Schriften zur Soziologie und Gesellschaftstheorie
- Peru – im Namen der Freiheit ins Elend, Fischer, Frankfurt am Main 1984
- Verelendung und Urbanisierung in der Dritten Welt. Der Fall Lima/Peru, Breitenbach, Saarbrücken 1990
- Theorie der Gesellschaft und empirische Sozialforschung. Zur Logik der Aufklärung des Unbewussten, Ça Ira, Freiburg im Breisgau 2004
- Zur deutschen Ideologie. Soziologische Theorie und gesellschaftliche Entwicklung in der Bundesrepublik Deutschland, Lit, Münster 2005
- Kritik des soziologischen Individualisierungstheorems (Ulrich Beck). 2014 (Link)
- Soziologische Gegenaufklärung. Vorträge und Aufsätze zur Kritik der Soziologie, Kovač, Hamburg 2017, ISBN 978-3-8300-9426-5
- Über Antisemitismus – Zur Dialektik der Gegenaufklärung, Kovač, Hamburg 2018, ISBN 978-3-339-10182-2
- Revolte der Natur und konformistischer Protest. Über die Klimaschutzbewegung 'Fridays for Future', Kovač, Hamburg 2020, ISBN 978-3-339-11824-0
- Warum Krieg? Russlands Vernichtungskrieg gegen die Ukraine und das Ende der Globalisierung, Kovač, Hamburg 2024, ISBN 978-3-339-14226-9